# C'era una volta un merlo canterino
C'era una volta un merlo canterino (იყო შაშვი მგალობელი) è un film del 1970 diretto da Otar Ioseliani.

## Trama
Il giovane Guia Agladze è il suonatore di timpano dell'orchestra sinfonica di Tbilisi. Spensierato e compagnone, è circondato da ragazze ma tanto svagato da giungere sempre in ritardo all'ultimo atto di "Daissi", uno spartito che lo chiama a suonare il suo strumento solo per poche battute nel finale. Nessuna delle persone che lo circonda riesce a riportarlo alle sue responsabilità. Un giorno, però, il destino è in agguato.

## Accoglienza

### Critica
, ritiene Jacques Lourcelles. 
 il più inconsciamente refrattario al regime in cui vive, scrive. 

Guia, l'eroe del film di Otar Ioseliani, possiede, tuttavia, 

C'era una volta un merlo canterino (è il titolo di una canzone popolare), è quindi anche, 
   , il film è, tuttavia, volontariamente ambiguo. 

### Lo psicanalista
In uno scritto intitolato Le temps obsessionnel (Il tempo ossessivo), lo psicanalista Daniel Sibony illustra una riflessione sul tempo che parte dal film di Otar Ioseliani. 

Jean de Baroncelli ci offre, a proposito di questa scena tragica, la riflessione seguente: 